# Guitar Boogie
Guitar Boogie es un álbum recopilatorio de blues rock con Eric Clapton, Jeff Beck y Jimmy Page. Salió a la venta en 1971, siendo reeditado por Pickwick International, en Estados Unidos en 1977. 

## Lista de canciones
1. "Choker" (1:21) - Eric Clapton con Jimmy Page.
2. "Snake Drive" (2:30) - Eric Clapton
3. "Draggin' My Tail" (3:56) - Eric Clapton con Jimmy Page.
4. "Steelin'" (2:33) - The Allstars con Jeff Beck.
5. "Freight Loader" (2:43) - Eric Clapton con Jimmy Page.
6. "West Coast Idea" (2:15) - Eric Clapton.
7. "L.A. Breakdown" (2:02) - The Allstars con Jimmy Page.
8. "Down in the Boots" (3:22) - The Allstars con Jimmy Page.
9. "Chuckles" (2:20) - The Allstars con Jeff Beck.
10. "Tribute to Elmore" (2:05) - Eric Clapton.

- Datos: Q3402070